# Ваг-Хемра
Ваг-Хемра (амх. ዋግ ህምራ) — зона в регионе Амхара, Эфиопия. Название представляет собой комбинацию из наименования бывшей провинции Вог и названия доминирующей этнической группы Хемра (Камир) Агау (Agaw/Kamyr).

## География
Ваг-Хемра граничит с зонами Северное Уолло на юге, Южный Гондэр на юго-западе, Северный Гондэр на западе и с регионом Тыграй на севере и на востоке. Площадь зоны составляет 9039,04 км2 (3500 кв. миль).

## Население
По данным Центрального статистического агентства Эфиопии на 2007 год население зоны составляло 426 213 человек (против 275 615 по данным переписи 1994 года), из них 213 845 мужчин и 212 368 женщин. Плотность населения — 47,15 чел/км². Две основные этнические группы зоны — хемра агау (52,92 %) и амхара (45,45 %), так же 1,39 % тиграи, все остальные группы составляют в сумме всего 0,24 %. 56,27 % жителей зоны считают родным языком амхарский язык, 41,82 % — камирский, 0,67 % — язык тигринья, оставшиеся 0,24 % говорят на всех других основных языках. 99,62 % населения являются приверженцами эфиопской православной церкви.
Согласно меморандому Всемирного банка от 24 мая 2004 года зона Ваг-Хемра характерна:
- 5 % населения имеют доступ к электричеству;
- Плотность дорог 30,3 километра на 1000 км² (средний показатель по стране — 30[3]);
- 8 % населения заняты на работе не связанной с сельским хозяйством (средний показатель по стране — 25, по региону — 21);
- 35 % всех детей посещают начальную школу и 5 % среднюю;
- 100 % территории подвержено заражению малярией и 0 % популяции мухи цеце;
- Рейтинг риска засухи 622.

## Административное деление
В административном отношении Ваг-Хемра подразделяется на 7 воред.